# Emergency Sex and Other Desperate Measures
Emergency Sex and Other Desperate Measures ist ein Enthüllungsbuch der drei ehemaligen UNO-Mitarbeiter Heidi Postlewait, Kenneth Cain und Doktor Andrew Thomson. Die drei Autoren waren über einen Zeitraum von zwölf Jahren im Auftrag der UN weltweit in Krisenregionen tätig. Das Buch wurde im Juni 2004 veröffentlicht, obwohl die UN-Führung zwei Autoren im Falle der Publikation mit Entlassung gedroht hatte.

## Autoren
Andrew Thomson ist ein in Neuseeland geborener Mediziner. Er entschloss sich, nach Kambodscha zu gehen, nachdem er einen kambodschanischen Medizinstudenten in seiner Klasse an der Universität Auckland kennengelernt hatte. Postlewait hatte zuvor lange Zeit als Sozialarbeiterin in New York gearbeitet. Aus finanziellen Gründen nahm sie 1991 eine Stelle in einem Büro der UN an und entschloss sich kurze Zeit später, nach Kambodscha zu gehen. Kenneth Cain studierte an der Harvard-Universität Jura. Cain suchte bereits vor seinem Abschluss nach einer Möglichkeit, die für Harvard-Abgänger übliche Karriere als Unternehmensjurist zu vermeiden. Über einen früheren Klassenkameraden erfuhr er von einer Menschenrechtsorganisation, die einen Anwalt für Kambodscha suchte. Er bewarb sich und wurde sofort eingestellt.

## Inhalt
Das Buch basiert auf Tagebüchern, Briefen an Verwandte und Bekannte sowie Erinnerungen der drei Autoren während ihrer UN-Einsätze von 1990 bis 2003, die im Buch in chronologisch geordneten Abschnitten wiedergegeben werden. Postlewait, Thomson und Cain lernten einander erstmals 1990 in Kambodscha kennen. Auf den nachfolgenden Einsätzen in Somalia, Haiti, Bosnien, Ruanda und Liberia waren sie hauptsächlich getrennt eingesetzt, arbeiteten jedoch teilweise für kurze Zeit wieder zusammen.
Thomson war in Kambodscha anfangs als Arzt tätig und dann für die medizinische Versorgung von Häftlingen zuständig. Später in Somalia, Haiti und Bosnien arbeitete er als Pathologe. Hier war er maßgeblich an der Untersuchung von Massengräbern beteiligt und leitete u. a. das Team bei der Exhumierung des Massengrabes in Srebrenica.
Cain war hauptsächlich für die Organisation von Wahlen und Verhandlungen mit dem einheimischen Militär beschäftigt. Postlewait war ebenfalls für die Durchführung von Wahlen zuständig und arbeitete sonst meist in UN-Büros.

## UN-Kritik und Zensurversuch durch die UN
Die Veröffentlichung von Emergency Sex löste 2004 ein großes Medienecho aus. Postlewait, Thomson und Cain hatten in ihrem Buch scharfe Kritik an der UN-Führung geübt. Unter anderem starb in Somalia ein 23-jähriger UN-Mitarbeiter während eines Feuergefechtes auf einer Überführungsfahrt, vermutlich weil der zuständige Sicherheitsoffizier die Sicherheitsvorschriften missachtet hatte. Cain hatte kurze Zeit zuvor selbst erfahren wie ein Sicherheitsoffizier auf einer als "No Go" markierten Straße fuhr und zusätzlich die für den Schutz zuständigen bewaffneten Begleitfahrzeuge verloren hatte. Die UN leitete keine Ermittlungen zur Untersuchung des Falles ein.
Kritik übten die Autoren weiterhin an der UN-Politik in Haiti, Ruanda und Bosnien, Fälle, in denen nach dem Abzug von UN-Truppen Massaker stattgefunden hatten, die bereits im Voraus absehbar waren.
Postlewait und Thomson drohte die UN-Führung vor der Veröffentlichung mit der Entlassungen, falls das Buch veröffentlicht werden sollte. Thomson wurde nach der Veröffentlichung entlassen, aufgrund des öffentlichen Druckes nach einer Medienkampagne der Autoren jedoch wieder eingestellt. Der damalige UN-Generalsekretär Kofi Annan erwog Presseberichten zufolge rechtliche Maßnahmen gegen die Veröffentlichung. Die UNMIK-Kommunikationsdirektorin Hua Jing erklärte, sie hätte von den in dem Buch beschriebenen Vorkommen noch nicht gehört.
Emergency Sex and Other Desperate Measures lieferte die Vorlage für ein Stück des australischen Bühnenschriftsteller Damien Millar. Es gewann 2007 den Griffin Award der Griffin Theatre Company für "an outstanding new play"